# Euplica
Euplica là một chi ốc biển, là động vật thân mềm chân bụng sống ở biển trong họ Columbellidae.

## Các loài
Các loài trong chi Euplica gồm có:
- Euplica bidentata (Menke, 1843)
- Euplica borealis (Pilsbry, 1904)
- Euplica brunnidentata de Maintenon, 2008[2]
- Euplica deshayesi (Crosse, 1859)
- Euplica festiva (Deshayes, 1834)
- Euplica ionida (Duclos, 1835)
- Euplica loisae Rehder, 1980
- Euplica scripta (Lamarck, 1822)
- Euplica turturina (Lamarck, 1822)
- Euplica varians (G.B. Sowerby, 1832)